# Paso de Khunjerab

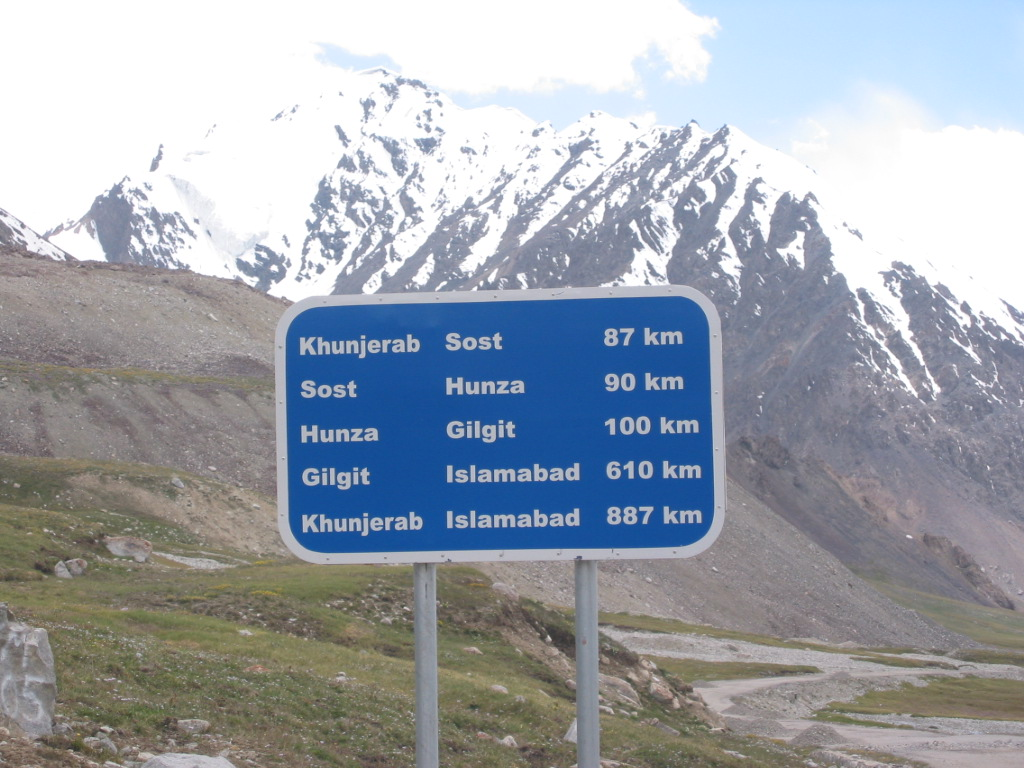
Un útil inicador de carretera que da una perspectiva acerca de las distancias.

El paso de Khunjerab (en chino tradicional, 紅其拉甫山口; en chino simplificado, 红其拉甫山口; pinyin, hóngqílāfǔ shānkŏu; en indostánico, खुंजर्ब दर्रा; نجرا ب درّه, khun̄jar-ab darrā; en urdu: درّہ خنجراب‎), es un alto paso de montaña de 4.693 m localizado en la cordillera del Karakórum en una posición estratégica en la frontera norte de la región de Gilgit-Baltistán de Pakistán, en la disputada región de Cachemira, y en la frontera suroeste de la Región Autónoma Uigur de Sinkiang de China. Su nombre deriva de un término en idioma wakhi para describir el Valle de la sangre. Toda la zona pakistaní del paso está dentro del parque nacional de Khunjerab, un gran parque declarado en 1975 con un área protegida de 2 269,13 km².

## Cruce de frontera entre China y Pakistán
El paso de Khunjerab es el cruce internacional de frontera pavimentada más alto en el mundo, además del punto más alto de la carretera del Karakórum. La carretera a través del paso se completó en 1982, y ha sustituido a los pasos no pavimentados de Mintaka y Kilik como principal paso a través de la cordillera de Karakórum. 
En el lado paquistaní, el paso está a 42 km de la estación del parque nacional y del puesto de control en Dih, a 75 km del puesto de inmigración en Sost, a 270 km de Gilgit y a 870 km de Islamabad. 
En el lado chino, el paso está a 130 km de Tashkurgán, a 420 km de Kashgar y a unos 1.890 km desde Urumqi. El puerto chino de entrada se encuentra a 3,5 km a lo largo de la carretera desde el paso en el condado autónomo tayiko de Tashkurgán.
El largo, y relativamente llano paso está a menudo cubierto de nieve durante el invierno y como consecuencia está generalmente cerrado desde el 30 de noviembre al 1 de mayo. Hay excelentes pastos en el lado chino, y yaks y dzus (un cruce entre yak y vaca) domesticados pueden ser vistos desde la carretera.
Desde el 1 de junio de 2006 ha habido un servicio diario de autobús a través de la frontera desde Gilgit a Kashghar, ya en China.

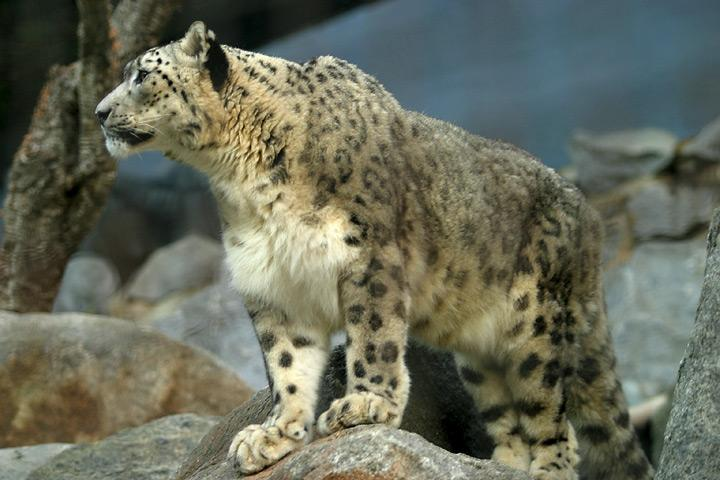
El leopardo de las nieves, una especie en peligro de extinción, se encuentra en el parque nacional de Khunjerab

## Ferrocarril
En el año 2007, se iniciaron trabajos de consultoría para investigar la construcción de un ferrocarril a través de este puerto para conectar China con el transporte de los territorios administrados pakistaníes del norte de Cachemira. En noviembre de 2009 se comenzó un estudio de viabilidad de una línea que conectaría Havelian, a 750 km de distancia del paso en Pakistán, y Kashgar, a 350 km en China.

## Galería de imágenes

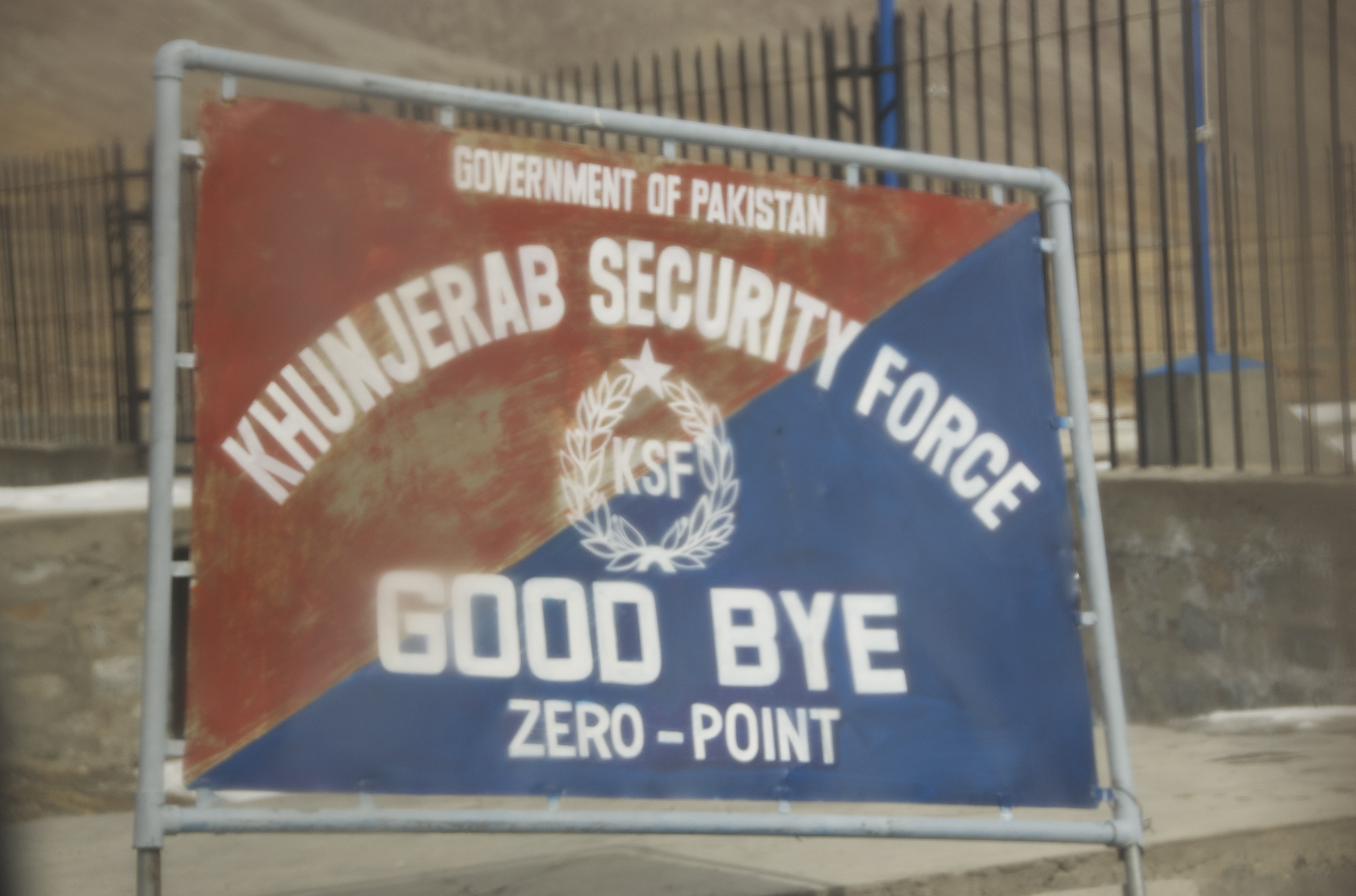
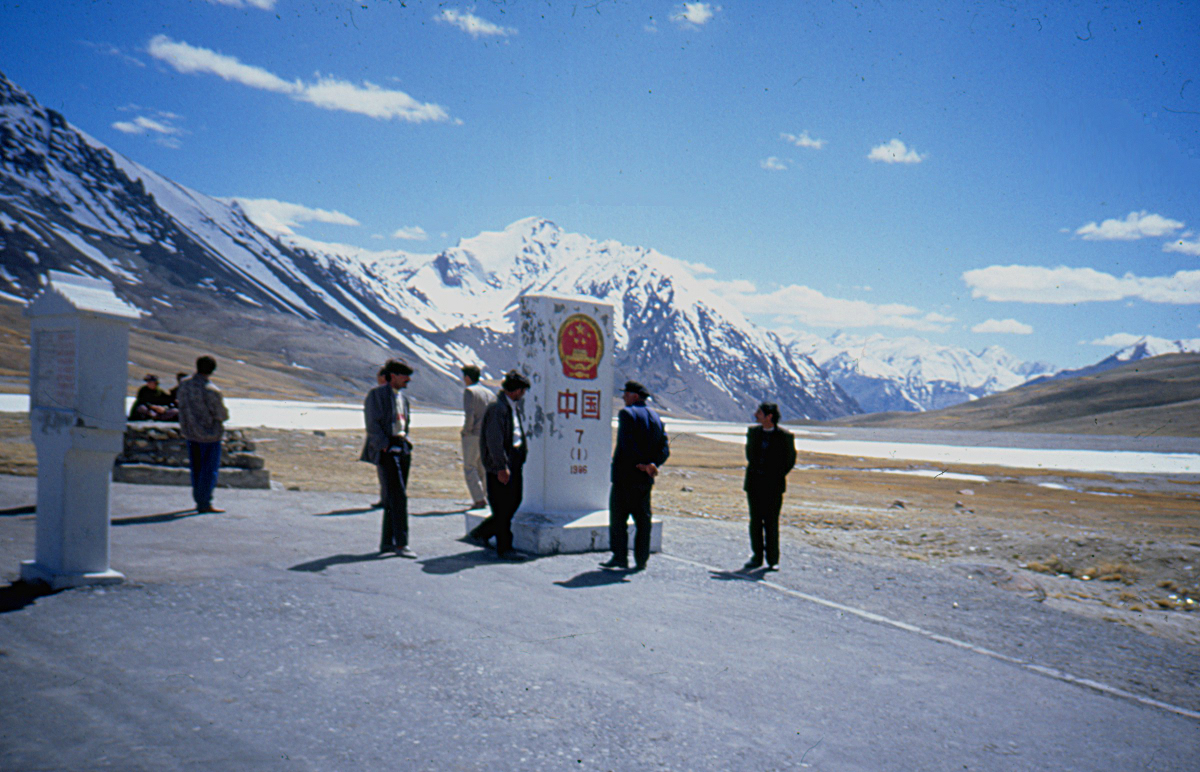
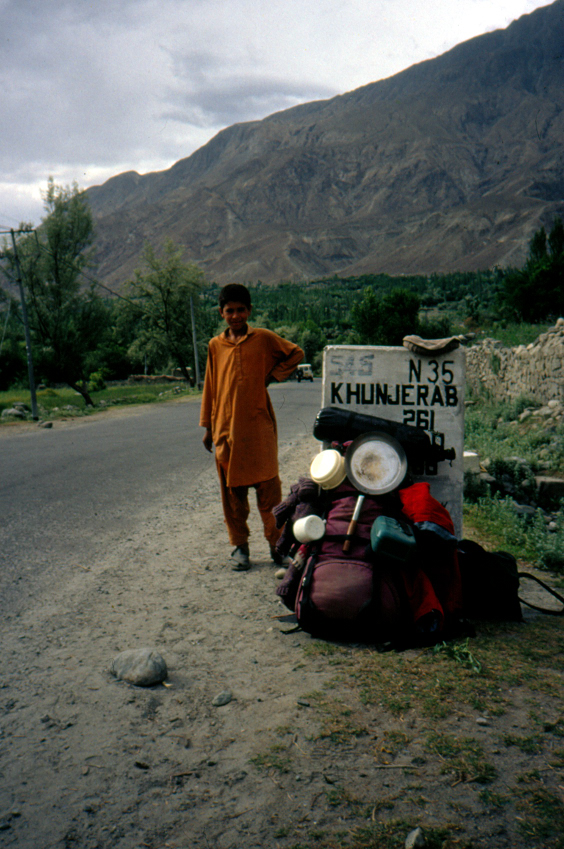